# Туорила, Суло Александрович
Суло Александрович Туорила (фин. Sulo Tuorila; 22 июня 1911, Рованиеми, Улеаборгская губерния — 19 августа 1979, Петрозаводск) — советский карельский актёр, режиссёр. Заслуженный деятель искусств РСФСР (1959). Народный артист Карельской АССР.

## Биография
Родился в Финляндии в семье портного, участника рабочей революции в Финляндии 1918 г. (во время Гражданской войны — главнокомандующий Северным красным фронтом) Алекса Туорила.
По окончании гражданской войны семья Туорила жила в северной Швеции, а в 1928 г. переехала в СССР. В 1932 г. окончил карельское отделение (техникум) Ленинградской государственной художественной студии и стал членом труппы финского театра в Петрозаводске.
Участник лыжного похода артистов театра, прошедшего в 1936 году в честь X съезда ВЛКСМ. В числе 8 актёров прошёл на лыжах 1200 километров, выступая с различными художественными произведениями в отдалённых посёлках и сёлах Карелии.
Постановлением Президиума ЦИК Карельской АССР от 8 июня 1936 г. награждён почётной грамотой ЦИК Карельской АССР.
Участник Декады карельского искусства и литературы в г. Ленинграде 1937 г.
Участник Великой Отечественной войны, в качестве переводчика с финского и шведского языков находился в распоряжении Политического управления Ленинградского фронта. Награждён медалью «За оборону Ленинграда».
С марта 1942 г. работал в газете «Голос солдата» политического управления Карельского фронта, диктором на агитсамолете, капитан административной службы.
С 1942 г. — главный режиссёр Финского театра в Петрозаводске. Поставил на сцене такие произведения, как «За тех, кто в море» Б. Лавренева, «Беспокойная старость» Л. Рахманова, «Люди с Дангора» М. А. Андерсена Нексё, «Женщины Нискавуори» Х. Вуолийоки, «Сельские сапожники» А. Киви и другие.
В 1956 г. работал на Эстонском телевидении директором финской редакции, однако вскоре вернулся обратно в Петрозаводск.
Автор книги воспоминаний «На жизненном пути» (опубликованы на финском и русском языках).
Туорило поставлено свыше 20 спектаклей, сыграно большое количество ролей, переведено множество пьес.

## Избранные роли
- Хлестаков («Ревизор» Н. В. Гоголя)
- Синцов («Враги» М. Горького)
- Платон Кречет («Платон Кречет» А. Корнейчука)
- Туркка («На сплавной реке» Т. Паккала)
- Почмейстер («Ревизор» Н. В. Гоголя)
- Тартюф («Тартюф» Ж. Мольера)
- Несчастливцев («Лес» А. Островского)
- Глумов («На всякого мудреца довольно простоты» А. Островского)
- Егор Булычёв («Егор Булычёв» М. Горького)
- Дронов («Всё остаётся людям» С. Алешина)
- Оскар («Сын рыбака» В. Лациса)
- Полудин («Персональное дело» А. Штейна)
- Труффальдино («Принцесса Турандот» Гоцци)
- Максимов («За тех, кто в море!» Лавренёва)
- Куллерво (опера Киви)

## Семья
Жена — актриса Е. С. Томберг